# Домашняя (река, впадает в Лоухское озеро)
Домашняя (в верхнем течении — Каменная) — река в России, протекает по территории Плотинского и Амбарнского сельских поселений Лоухского района Республики Карелии. Длина реки — 19 км, площадь водосборного бассейна — 216 км².
Река берёт начало из Северного Каменного озера на высоте 73,4 м над уровнем моря и далее течёт преимущественно в северо-западном направлении.
Река в общей сложности имеет 16 малых притоков суммарной длиной 25 км.
На своём пути Каменная, а затем — Домашняя протекает через озёра Большое Каменное, Верхнее Вехкозеро, Нижнее Вехкозеро и Кенозеро. Также имеет приток, несущий воды озёр Ряпукс и Бедного.
Впадает на высоте 54,5 м над уровнем моря в Лоухское озеро, из которого берёт начало река Луокса, впадающая в реку Кереть, впадающую, в свою очередь, в Белое море.
Населённые пункты на реке отсутствуют.
Код объекта в государственном водном реестре — 02020000712102000001837.